# Tate St Ives
La Tate St Ives è un museo di St Ives (Cornovaglia), Regno Unito, che espone opere di artisti britannici moderni, tra cui quelli della Scuola di St Ives. 

L'edificio di tre piani, opera di Evans and Shaleff, si trova nel sito di una vecchia fabbrica di gas illuminante a Porthmeor Beach. Fu aperto al pubblico nel 1993, seconda galleria regionale della rete della Tate Gallery, che nella città gestiva già il Barbara Hepworth Museum and Sculpture Garden, aperto nel 1980.
Recentemente è stato proposto un ampliamento del museo, per ospitare il grande numero di visitatori che attrae, offrendo migliori spazi di documentazione ed esponendo un maggior numero di opere, ma la comunità locale ha espresso la propria contrarietà al progetto.

## La scuola di St Ives
Nel 1920 Bernard Leach e Shoji Hamada aprirono un laboratorio ceramico a St Ives, creando un primo collegamento della città con il mondo artistico del XX secolo.
Nel 1928, con l'incontro tra Alfred Wallis, Ben Nicholson e Christopher Wood iniziò lo sviluppo di St Ives come colonia artistica balneare.
Con lo scoppio nel 1939 della Seconda guerra mondiale, Ben Nicholson, Barbara Hepworth e Naum Gabo si stabilirono a St Ives, creando un avamposto per il movimento di avanguardia astrattista nella Cornovaglia occidentale. Dopo la fine della guerra, emerse una nuova - e naturalmente più giovane - generazione di artisti. Tra questi sono da ricordare Peter Lanyon, John Wells, Roger Hilton, Bryan Wynter, Patrick Heron, Terry Frost e Wilhelmina Barns-Graham.
Mentre Tate St Ives cerca di preservare la storia dell'arte del ventesimo secolo a St Ives, la galleria espone anche nuovi lavori eseguiti anche da artisti provenienti da lontano. Il programma della residenza per artisti della galleria si propone infatti di sviluppare la pratica professionale di artisti che vivono e lavorano in Cornovaglia.

## Galleria d'immagini

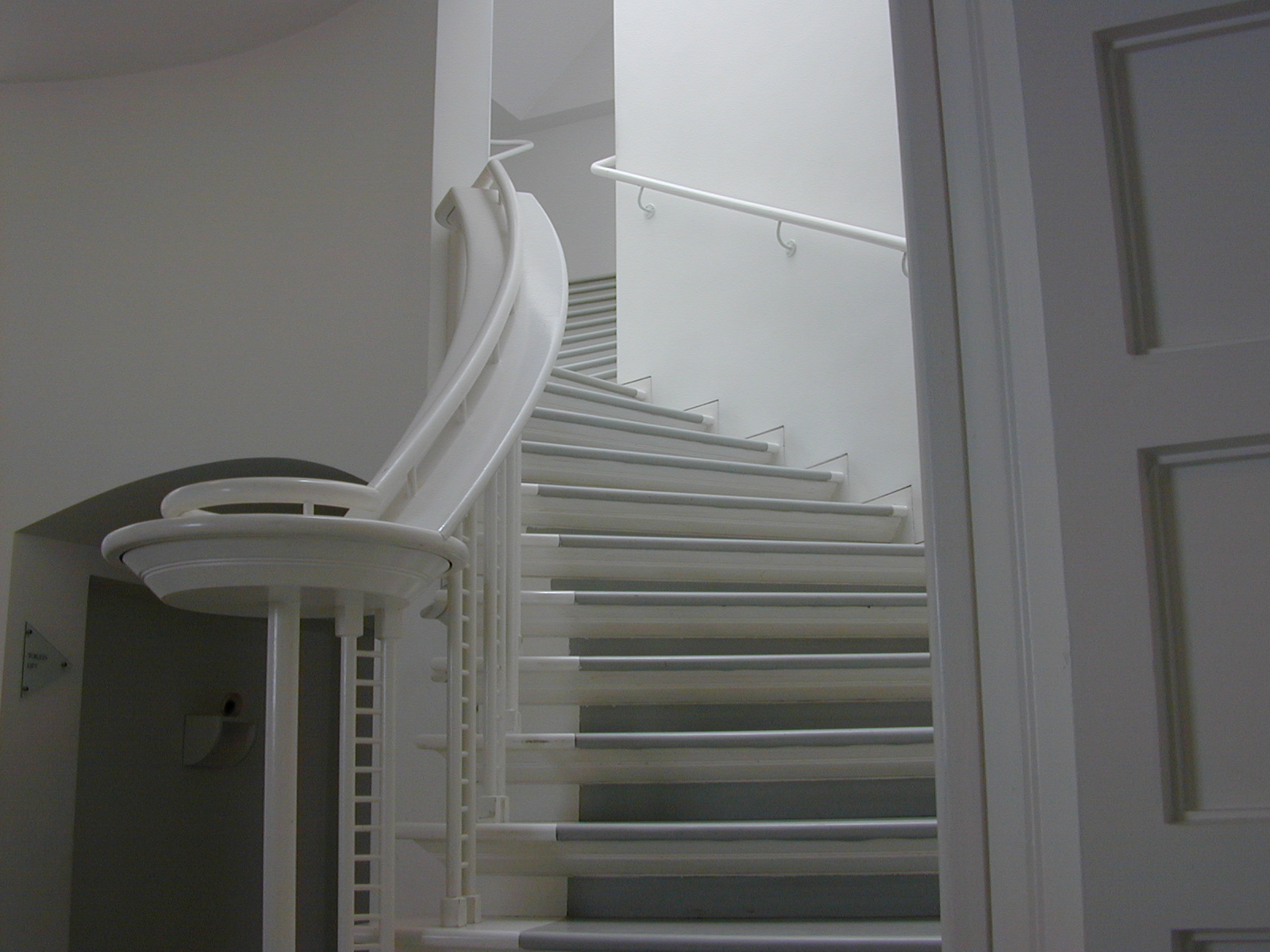
Scale curve art deco del museo
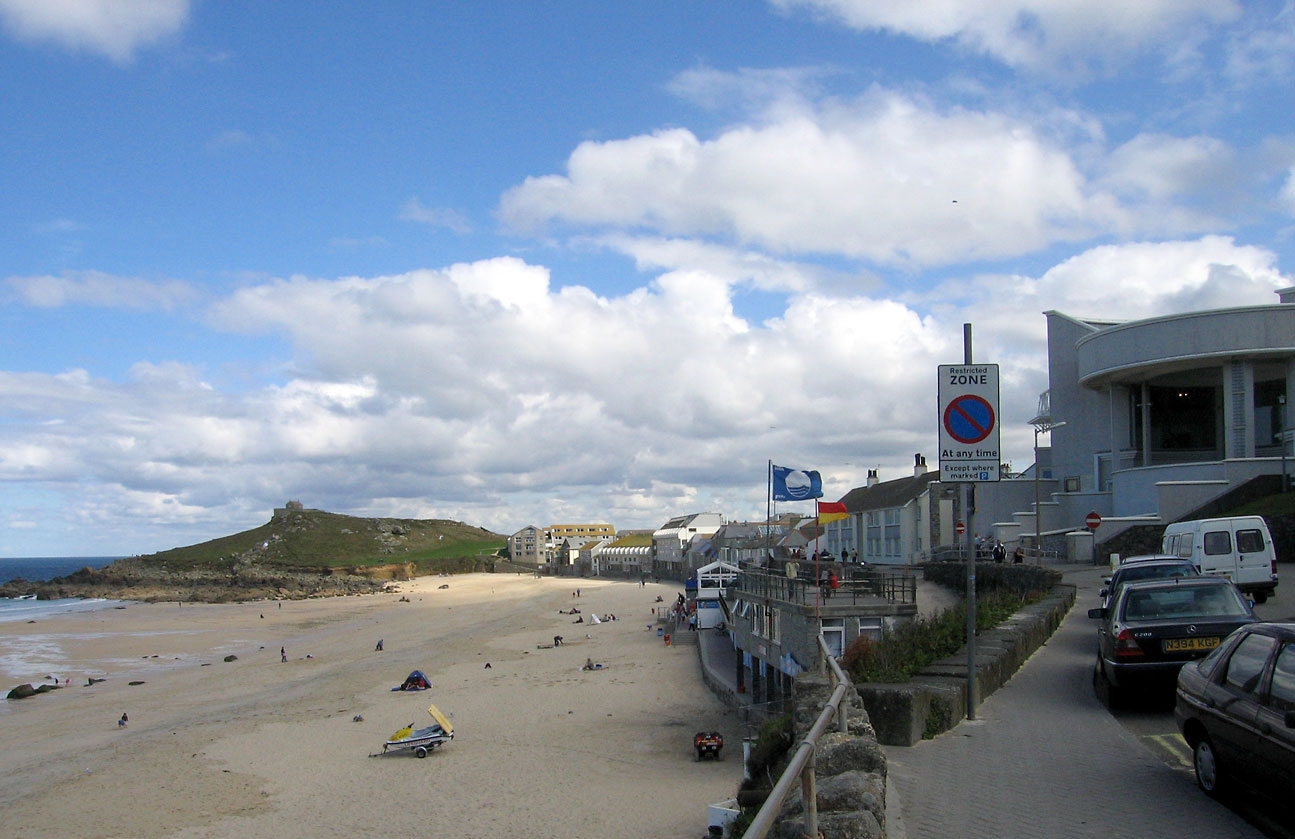
Porthmeor Beach, con l'entrata del museo a destra
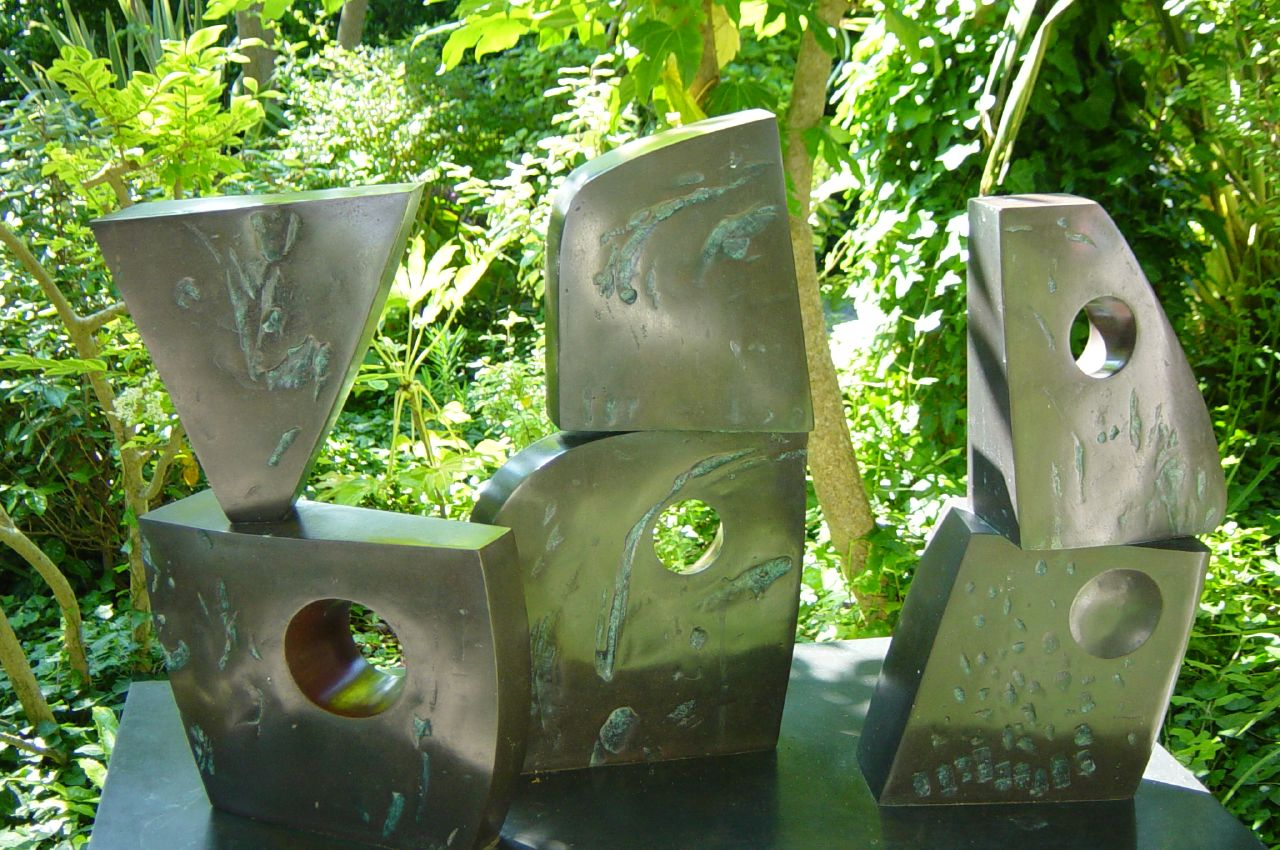
Barbara Hepworth Museum and Sculpture Garden